# Iglesia de la Inmaculada Concepción y del Santísimo Cristo del Tránsito (Cañada de Calatrava)
La iglesia de la Inmaculada Concepción y del Santísimo Cristo del Tránsito es una iglesia parroquial católica del siglo XV situada en la localidad ciudadrealense de Cañada de Calatrava (España). Está dedicada a la Inmaculada Concepción de María y al Santísimo Cristo del Tránsito, patronos de la localidad. Se trata de un templo de una sola nave, con artesonado mudéjar.